# Dubrovnik
Dubrovnik (latin: Rausium, senare Ragusium, italienska: Ragusa, tyska: Ragus, äldre svenska: Ragusa) är en stad i Kroatien. Staden hade 42 615 invånare 2011, varav 28 434 i tätorten. Dubrovnik är den största staden samt residensstad i Kroatiens sydligaste län, Dubrovnik-Neretvas län.
Dubrovnik är beläget vid Adriatiska havet i sydligaste Dalmatien och är framför allt en turistort och kulturellt centrum. Det gynnsamma klimatet, stadens långa historia som maritim stat (1358–1808) samt dess framstående arkitektur och byggnadsverk i en välbevarad gammal stadskärna, omgärdad av en upp till sex meter tjock medeltida stadsmur, har gjort Dubrovnik till den kanske främsta, mest välbesökta och internationellt igenkännbara turistdestinationen i Kroatien. 
År 1979 sattes Dubrovniks historiska delar upp på Unescos världsarvslista. Staden har beskrivits av bland annat CNNGo som en av världens tio bäst bevarade medeltida muromgärdade städer.

## Historia
Se även Republiken Dubrovnik

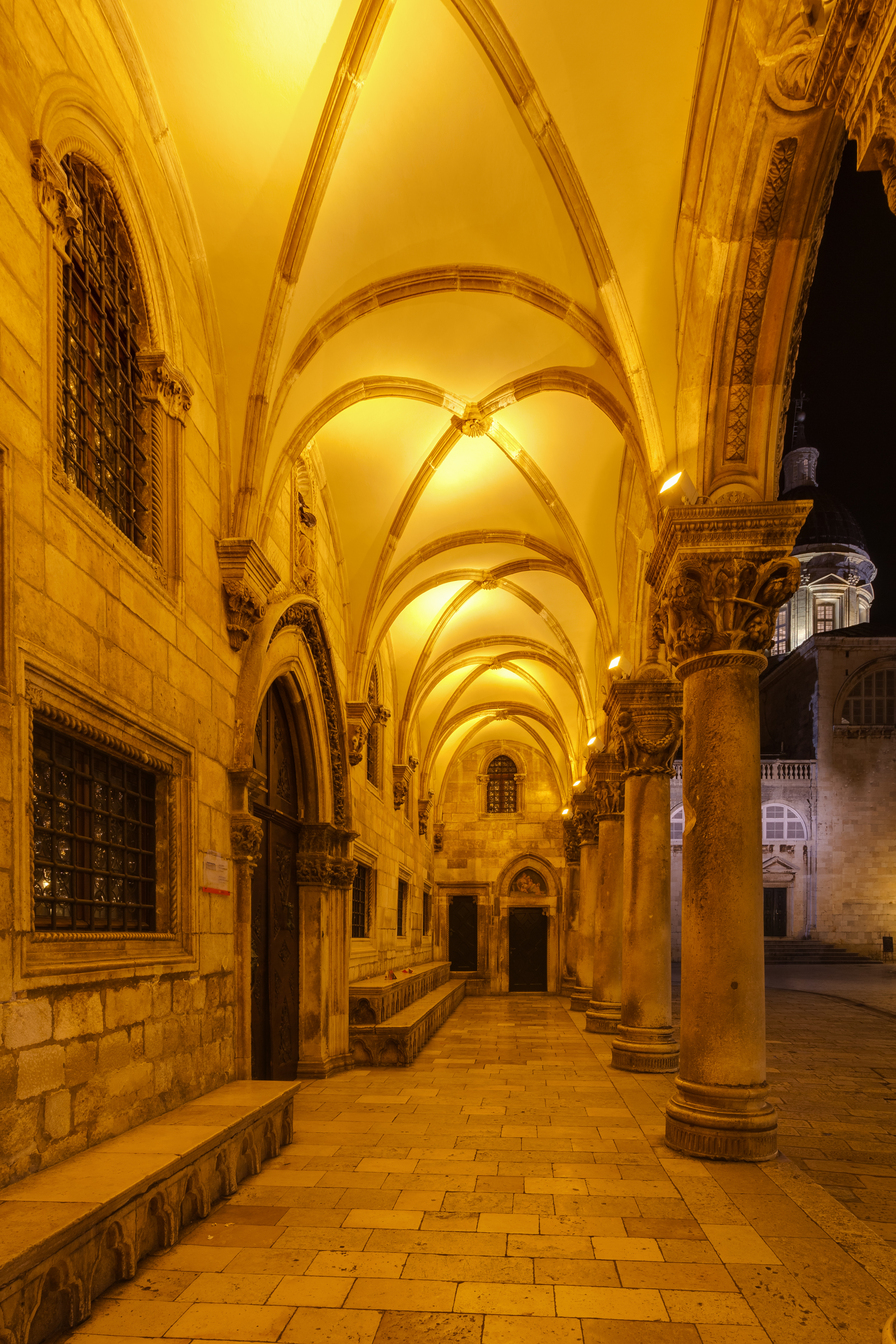
Rektorspalatset i Gamla stan, en profan byggnad som spelade en viktig roll i republiken Dubrovniks historia.

Det finns olika teorier om Dubrovniks uppkomst. Den vanligaste hypotesen är att Dubrovnik grundades på 600-talet av människor som tagit sin tillflykt från bosättningen Epidaurum som hade förstörts av avariska och slaviska attacker. Flyktingarna slog sig ned på en holme som de kallade Laus (med betydelsen 'klippa') och som via en kanal var avskild från fastlandet. På fastlandet, mittemot holmen Laus, uppstod senare en slavisk bosättning som slaverna kallade Dubrava med betydelsen 'ekskog'. Med tiden integrerades de båda bosättningarna allt mer och i Laus införlivades ett slaviskt element med befolkningen. Bosättningen blev sålunda en länk mellan två kulturer. Kanalen som skiljde de båda bosättningarna åt fylldes igen på 1000-talet och utgör i våra dagar gågatan Stradun.
Staden gav skydd åt flyktingar av alla nationer, förde i allmänhet en fredlig politik samt ingick fördrag med och erlade tribut åt flera främmande makter. Åren 1205–1358 erkände den republiken Venedigs överhöghet och åren 1358–1526 var den vasall åt Ungern.
Efter Venedigs föredöme utvecklades Dubrovnik till en aristokratisk republik och blev mäktig genom sin handelsflotta som var en av de största på Medelhavet. På 1500-talet färdades stadens köpmän både till Indien och till Amerika. Republikens område utgjorde dock aldrig mer än 1 375 km2. Pest och upprepade jordskalv (1520, 1521, 1536, 1639 och 1667) hemsökte staden och efter jordskalvet 1667, som förstörde stora delar av staden, återvann den aldrig sitt forna välstånd.
År 1806 besattes republiken av fransmännen som år 1808 berövade den dess självständighet och år 1809 förenade den med Illyriska provinserna. År 1814 intogs staden av österrikarna som genom Wienkongressens beslut år 1815 kom i besittning av såväl Dubrovnik som de Illyriska provinserna. 
Dubrovnik skadades svårt under det kroatiska självständighetskriget (1991–1995) och belägringen av staden (1991–1992) då Serbien och Montenegro försökte att separera den sydligaste delen av Dalmatien från Kroatien. Huvuddelen av skadorna är i dag reparerade.

## Etymologi och namnformer
Stadens namn (Dubrovnik) kan härledas från det slaviska (kroatiska) ordet dub med betydelsen 'ek'. Den bosättning som slaverna upprättade på fastlandet mittemot holmen Laus kallades Dubrava med betydelsen 'ekskog' vilket grundar sig i att det under samtiden växte ek i området. Det kroatiska namnet kom i officiellt bruk efter Österrike-Ungerns upplösning och skapandet av Serbernas, kroaternas och slovenernas kungarike år 1918. 
Stadens historiska latinska, dalmatiska och senare italienska namn Ragusa (Ragusium i äldre form) härrör från ordet lausa med betydelsen 'klippa' (Laus → Lausium → Rausium → Ragusium → Ragusa) vilket har sin bakgrund i att staden uppstod på vad som tidigare var en holme. Även om det slaviska namnet för staden blev officiellt först år 1918 användes det redan under medeltiden. Det slaviska namnet Dubrovnik omnämns i bland annat Ban Kulins stadgar från år 1189.         

## Administrativ indelning
Dubrovniks stad är i administrativ bemärkelse indelad i 32 bosättningar/samhällen. Tätorten Dubrovnik är i sin tur indelad i 8 stadsdistrikt.

### Stadsdelar
Tätorten Dubrovnik är indelad i följande åtta stadsdistrikt (stadsdelar). Dessa är Grad, Gruž, Komolac, Lapad, Mokošica, Montovjerna, Pile-Kono och Ploče iza Grada.

### Samhällen och bosättningar
Till staden hör 32 samhällen, inklusive tätorten Dubrovnik. Dessa är:
- Bosanka
- Brsečine
- Čajkovica
- Čajkovići
- Donje Obuljeno
- Dubravica
- Dubrovnik (tätort)
- Gornje Obuljeno
- Gromača
- Kliševo
- Knežica
- Koločep
- Komolac
- Lopud
- Lozica
- Ljubač
- Mokošica
- Mravinjac
- Mrčevo
- Nova Mokošica
- Orašac
- Osojnik
- Petrovo Selo
- Pobrežje
- Prijevor
- Rožat
- Suđurađ
- Sustjepan
- Šipanska Luka
- Šumet
- Trsteno
- Zaton

## Klimat
Enligt Köppens klimatklassifikation ligger Dubrovnik i zonen för ett växelvis fuktigt subtropisk klimat och medelhavsklimat. Generellt är sommarmånaderna måttligt torra och vintermånaderna milda och fuktiga. Under perioden oktober–april för Bora-vinden med sig kall luft från nordväst. Att det snöar under vintermånaderna är ovanligt men förekommer. Under sommarmånaderna juli–augusti ligger medeltemperaturen som högst kring 28 grader varmt.    
|                                            | Jan  | Feb  | Mar  | Apr  | Maj  | Jun  | Jul  | Aug  | Sep  | Okt   | Nov   | Dec   |
| ------------------------------------------ | ---- | ---- | ---- | ---- | ---- | ---- | ---- | ---- | ---- | ----- | ----- | ----- |
| Normaldygnets maximitemperaturs medelvärde | 12,2 | 12,3 | 14,4 | 16,9 | 21,3 | 25,2 | 28,3 | 28,7 | 25,4 | 21,4  | 16,6  | 13,3  |
| Normaldygnets minimitemperaturs medelvärde | 6,5  | 6,4  | 8,5  | 10,9 | 15,2 | 18,8 | 21,5 | 21,7 | 18,7 | 15,2  | 10,8  | 7,8   |
|                                            |      |      |      |      |      |      |      |      |      |       |       |       |
| Nederbörd                                  | 95,2 | 89,2 | 97,7 | 90,9 | 76,1 | 48,6 | 24,1 | 59   | 78,7 | 109,9 | 141,9 | 125,3 |

| Diagram | temperaturer i °C • månadsnederbörd i mm • Källa: Worldweather.org | temperaturer i °C • månadsnederbörd i mm • Källa: Worldweather.org | temperaturer i °C • månadsnederbörd i mm • Källa: Worldweather.org | temperaturer i °C • månadsnederbörd i mm • Källa: Worldweather.org | temperaturer i °C • månadsnederbörd i mm • Källa: Worldweather.org | temperaturer i °C • månadsnederbörd i mm • Källa: Worldweather.org | temperaturer i °C • månadsnederbörd i mm • Källa: Worldweather.org | temperaturer i °C • månadsnederbörd i mm • Källa: Worldweather.org | temperaturer i °C • månadsnederbörd i mm • Källa: Worldweather.org | temperaturer i °C • månadsnederbörd i mm • Källa: Worldweather.org | temperaturer i °C • månadsnederbörd i mm • Källa: Worldweather.org | temperaturer i °C • månadsnederbörd i mm • Källa: Worldweather.org |
|         | 95 12 7                                                            | 89 12 6                                                            | 98 14 9                                                            | 91 17 11                                                           | 76 21 15                                                           | 49 25 19                                                           | 24 28 22                                                           | 59 29 22                                                           | 79 25 19                                                           | 110 21 15                                                          | 142 17 11                                                          | 125 13 8                                                           |

## Arkitektur och stadsbild

### Gamla stan
Dubrovniks historiska byggnader är framförallt koncentrerade till Gamla stan som utgörs av stadens befästa stadskärna. Sedan år 1979 är Gamla stan uppsatt på Unescos världsarvslista och här finns flera byggnader och monument från medeltiden och framåt som bär stildrag från gotiken, renässansen och barocken. Flera europeiska och lokala mästare, därbiland Michelozzo di Bartolommeo, Juraj Dalmatinac och Paskoje Miličević, har varit delaktiga i uppförandet av Dubrovniks främsta byggnadsverk.

### Ringmuren
Dubrovniks ringmur med anor från 1100-talet är tillsammans med dess enskilda objekt, däribland bastionen Bokar, fästningen Minčeta, Sankt Johannes fästning och stadsportarna Pile och Ploče, Dubrovniks kanske främsta och mest välbesökta turistattraktion.

### Kyrkor och religiösa byggnader
I Gamla stan finns flera romersk-katolska kyrkobyggnader och kloster, däribland Katedralen, Sankt Blasius kyrka tillägnad stadens skyddshelgon, Helige Frälsarens kyrka, Helige Ignatius kyrka, Dominikanklostret och kyrkan, Franciskanklostret och kyrkan och det forna nunneklostret Sankta Klaras kloster. Men även andra trosinriktningar och religioner finns representerade. I Gamla stan ligger Synagogan och den serbisk-ortodoxa Heliga Bebådelsens kyrka.

### Gator och torg
Gågatan Stradun är Gamla stans huvudgata och Loggiatorget dess huvudtorg. I Gamla stan finns även de mindre torgen Gundulićs torg, Pasko Miličevićs torg och Ruđer Boškovićs torg. 

### Palats
Av stadens många palats och högreståndsbyggnader hör Rektorspalatset, den forna rektorns residens, till det förnämaste. Även Sponzapalatset räknas till de mer framstående profana byggnaderna i staden.    

### Fontäner, skulpturer och statyer
Onofrios stora fontän är Gamla stan största fontän. I stadsdelen finns även Onofrios lilla fontän och Orlandos kolonn som är en av stadens frihetssymboler.

## Transport och kommunikationer

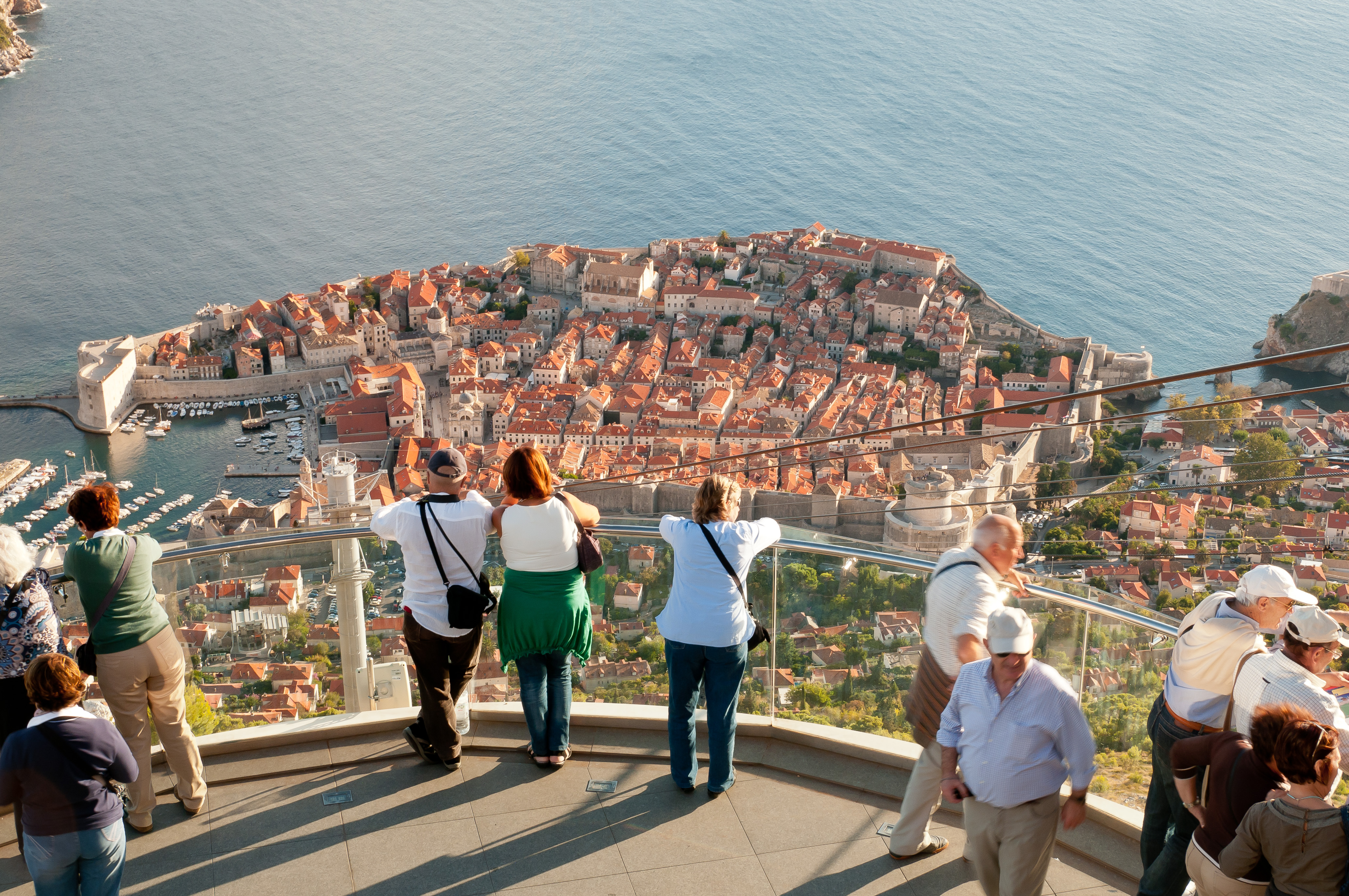
Srđ linbana leder till berget Srđ där besökare har panoramavy över Gamla stan. På berget finns även Imperialfästningen och korset på Srđ.

### Flygtrafik
Dubrovniks flygplats är en internationell flygplats med in- och utrikesförbindelser. Dubrovniks flygplats är Kroatiens tredje största flygplats och är belägen drygt 22 km söder om staden. 

### Linbana
Srđ linbana är en avgiftsbelagd kabinbana som förbinder Dubrovnik med berget Srđ. Linbana är en turistattraktion och erbjuder besökare panoramavy över bland annat Gamla stan, ön Lokrum och Adriatiska havet.

### Vägar
Riksväg 8 leder i norrgående riktning, via Franjo Tuđmans bro, mot gränsen till Bosnien och Hercegovina och i södergående riktning mot Dubrovniks flygplats och gränsen till Montenegro. Motorväg A1 är planerad att i framtiden nå fram till Dubrovnik.

## Kultur och nöjen

### Museer
I Dubrovnik finns flera museer med olika inriktningar, däribland Arkeologiska museet, Kulturhistoriska museet och Sjöhistoriska museet. I Hemlandskrigets museum på berget Srđ och i Minnesrummet för Dubrovniks stupade försvarare i Gamla stan påminns besökare om den mörkare delen av Dubrovniks moderna historia. 

### Evenemang
Dubrovniks sommarfestival är en årligen återkommande och internationellt igenkänd kulturfestival som äger rum varje år i juli–augusti. Sankt Blasius fest är en återkommande religiös och kulturell festlighet som firats oavkortat sedan år 972. Festligheten som högtidlighåller minnet av stadens skyddshelgon sankt Blasius är sedan år 2009 upptagen på Unescos lista över mänsklighetens immateriella kulturarv. Till Dubrovniks kanske mindre kända evenemang hör Libertas Film Festival och Dubrovniks halvmaraton.

## Panorama
Panorama av Gamla stan i Dubrovnik:
Flygbild av större Dubrovnik:

## Galleri

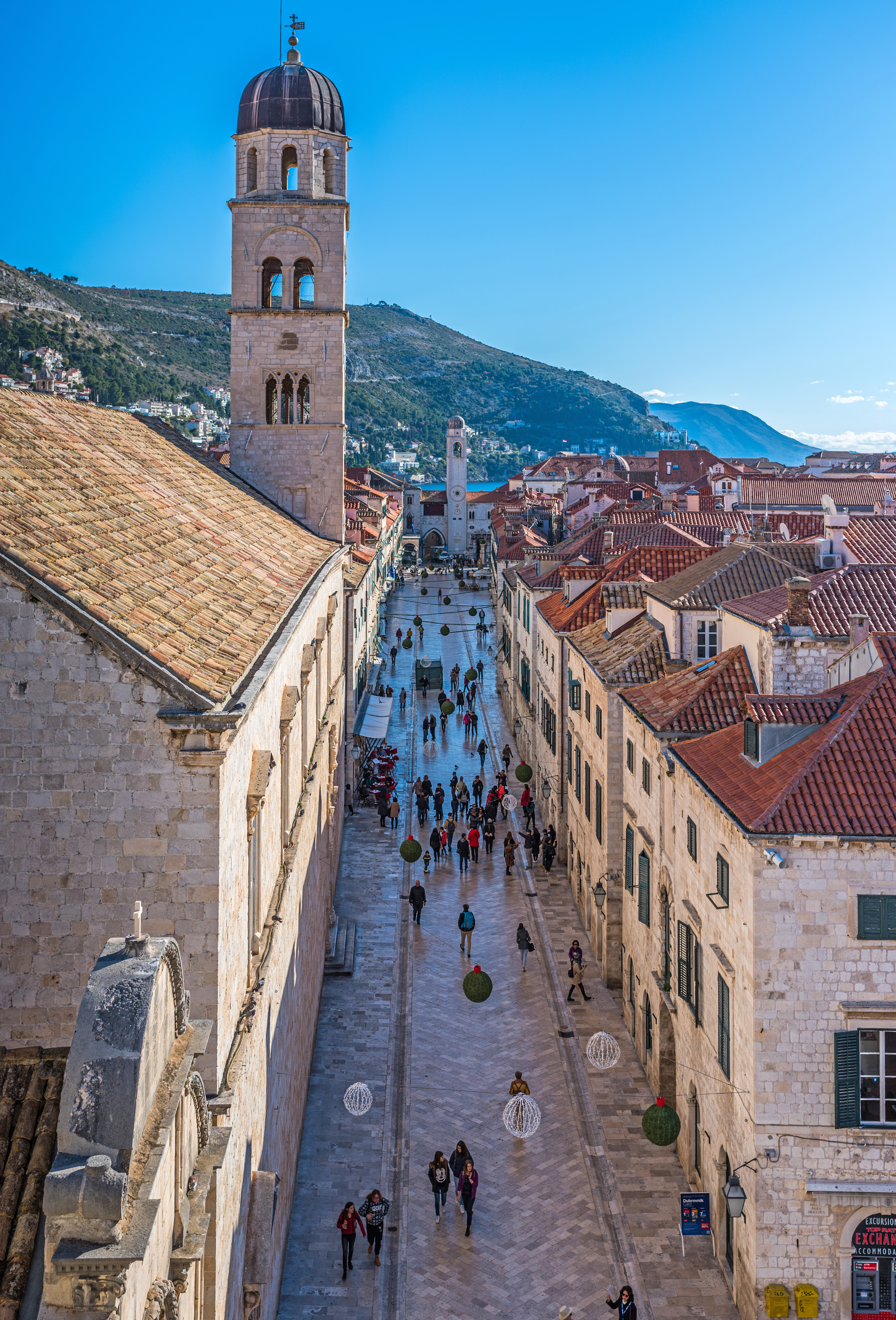
Dubrovniks huvudgata i gamla stan
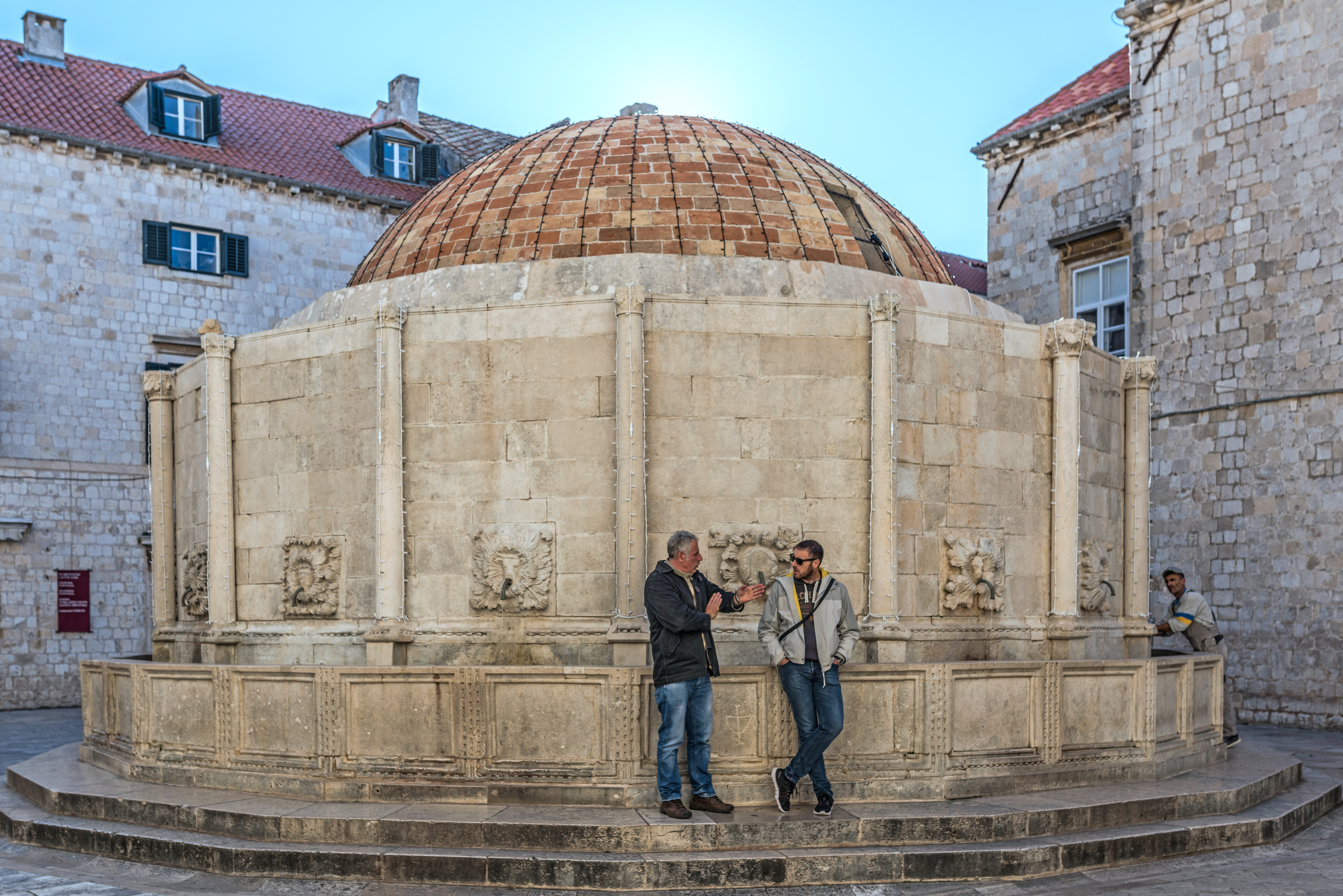
Big Onofrio's fontän vid gamla stans huvudgata
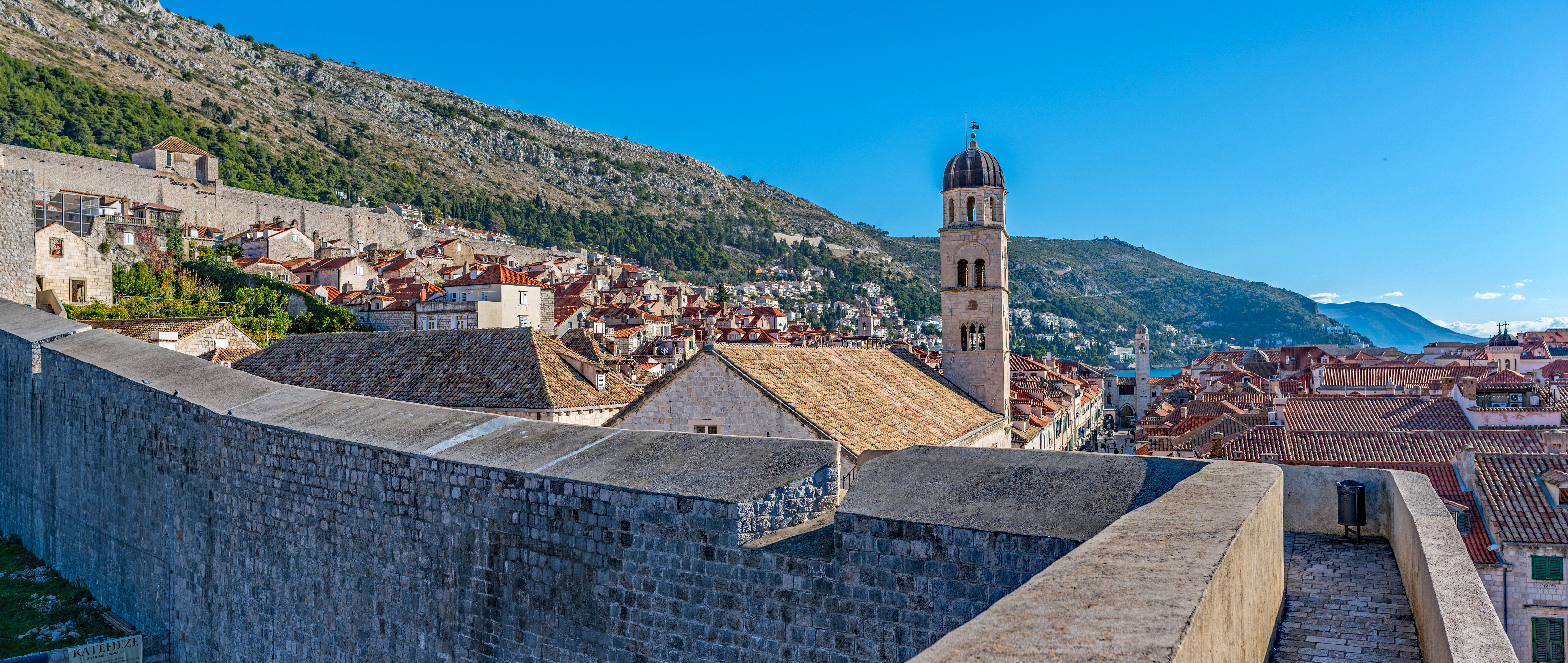
Del av ringmuren
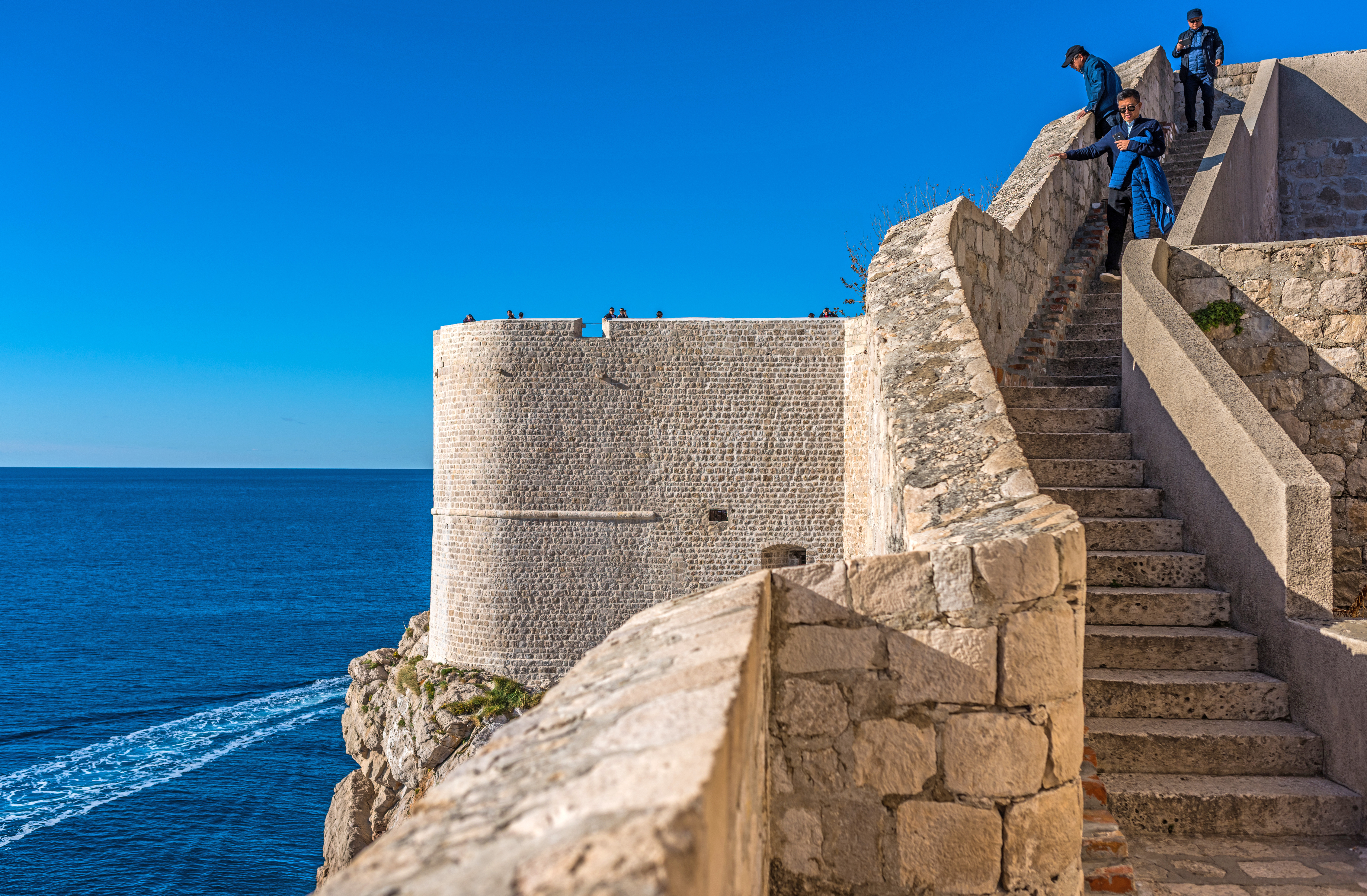
Del av ringmuren mot havet
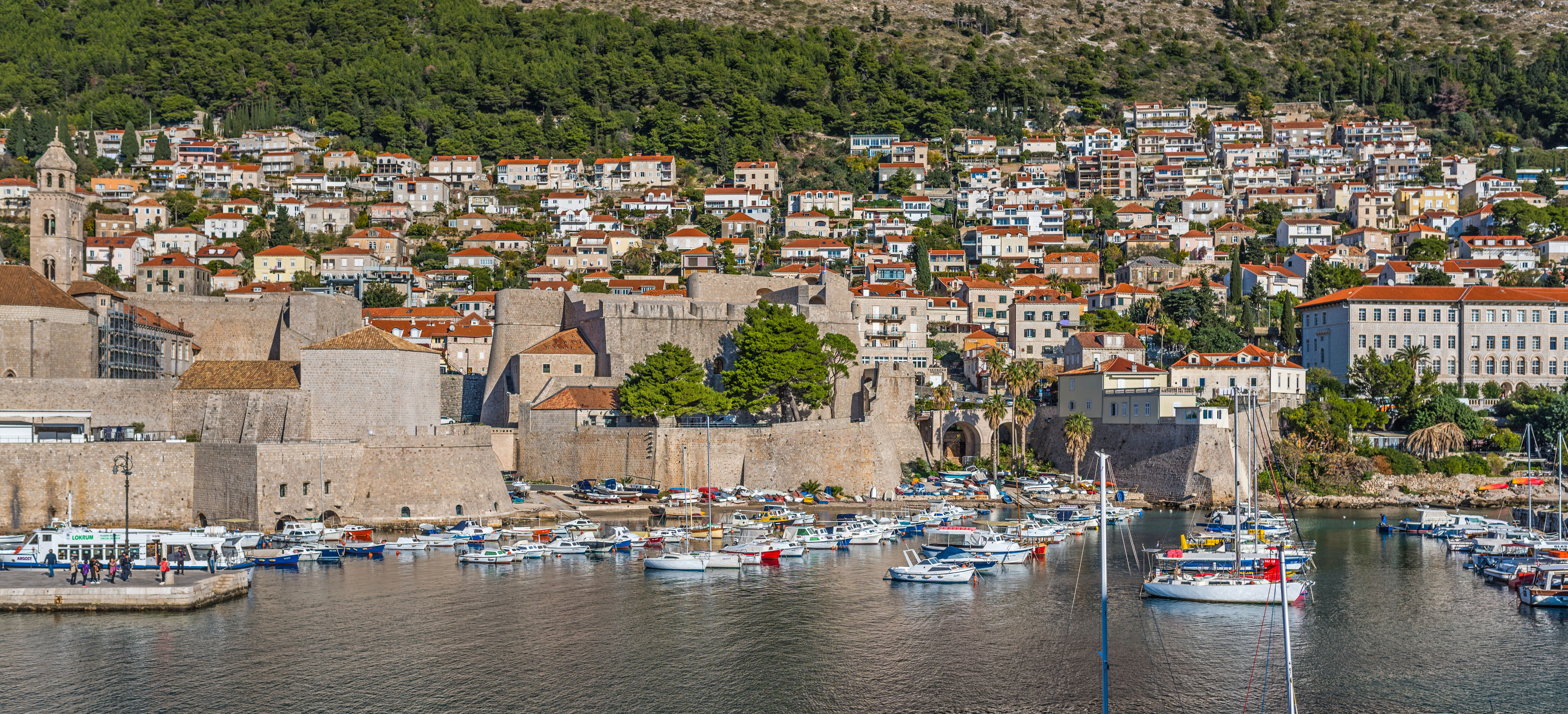
Dubrovnik småbåtshamn utanför ringmuren
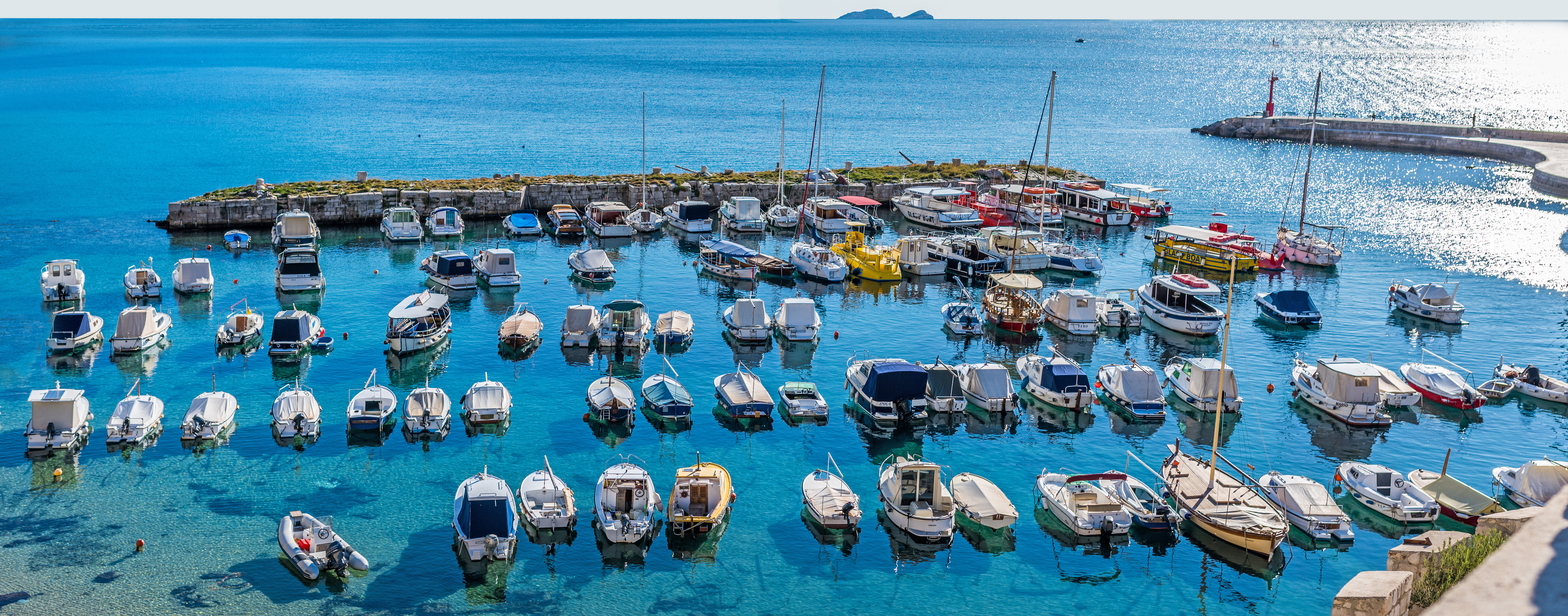
Dubrovnik småbåtshamn
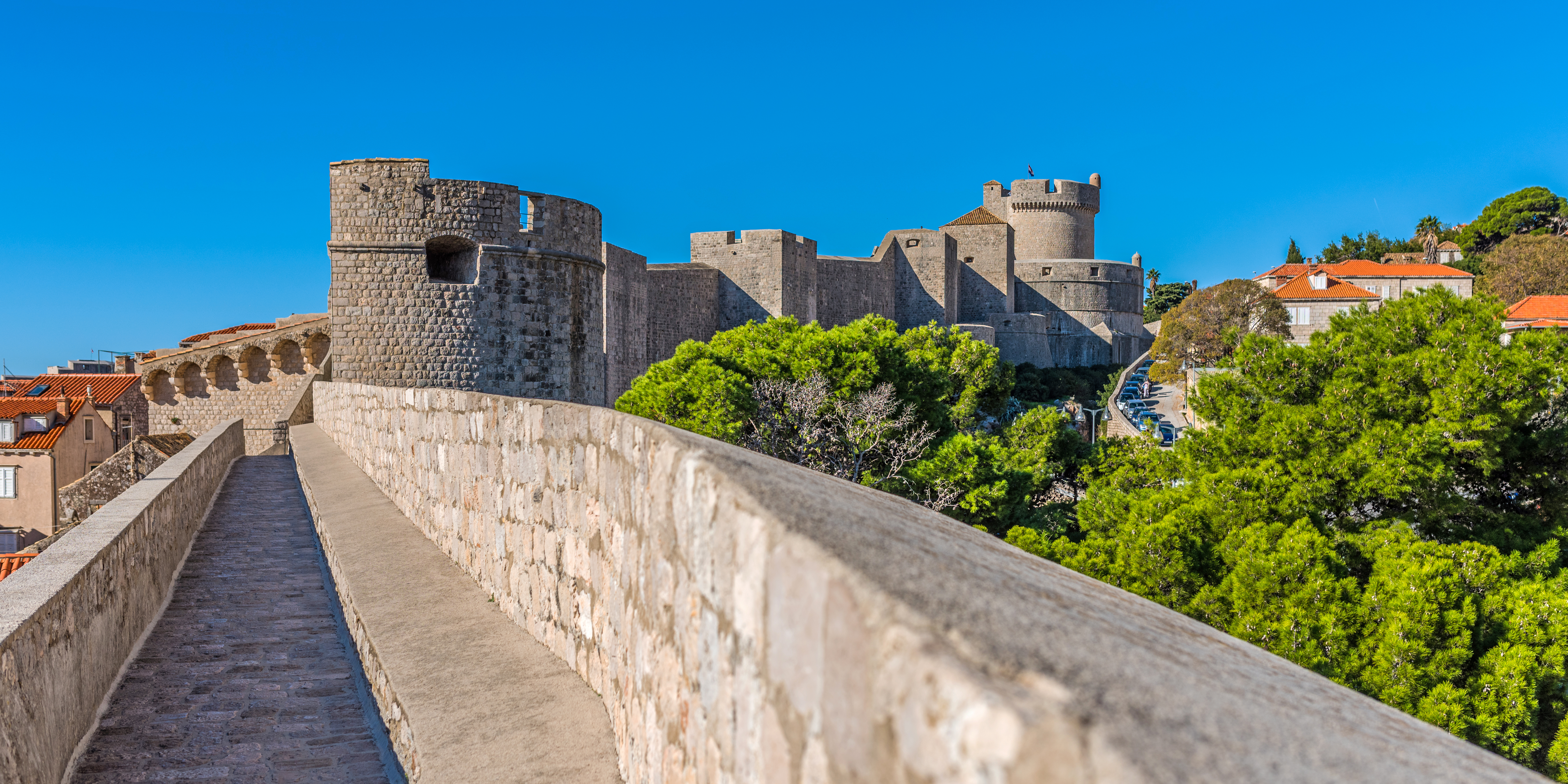
Del av ringmuren mot fastlandet
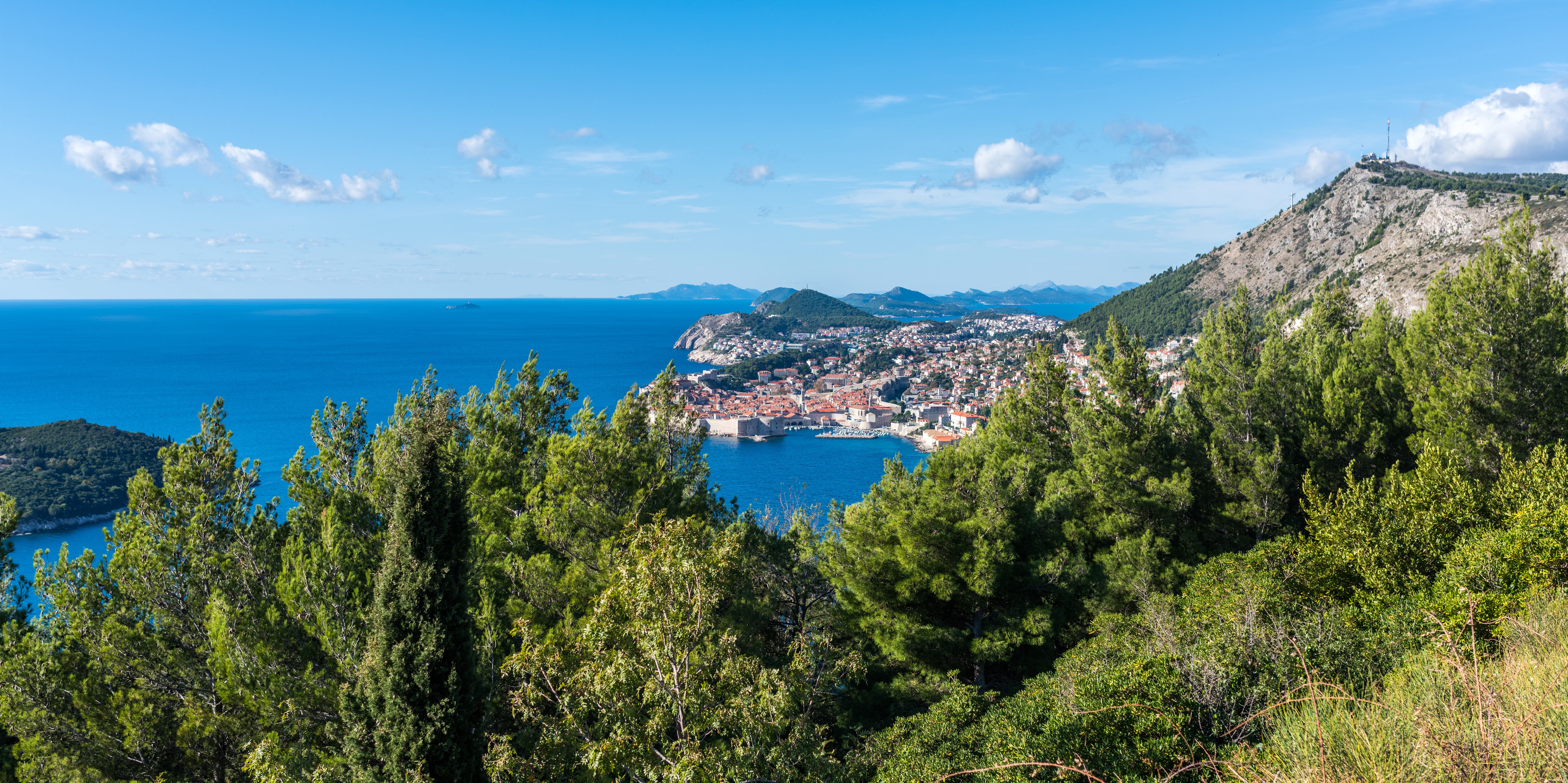
Dubrovnik sedd från Cavtat
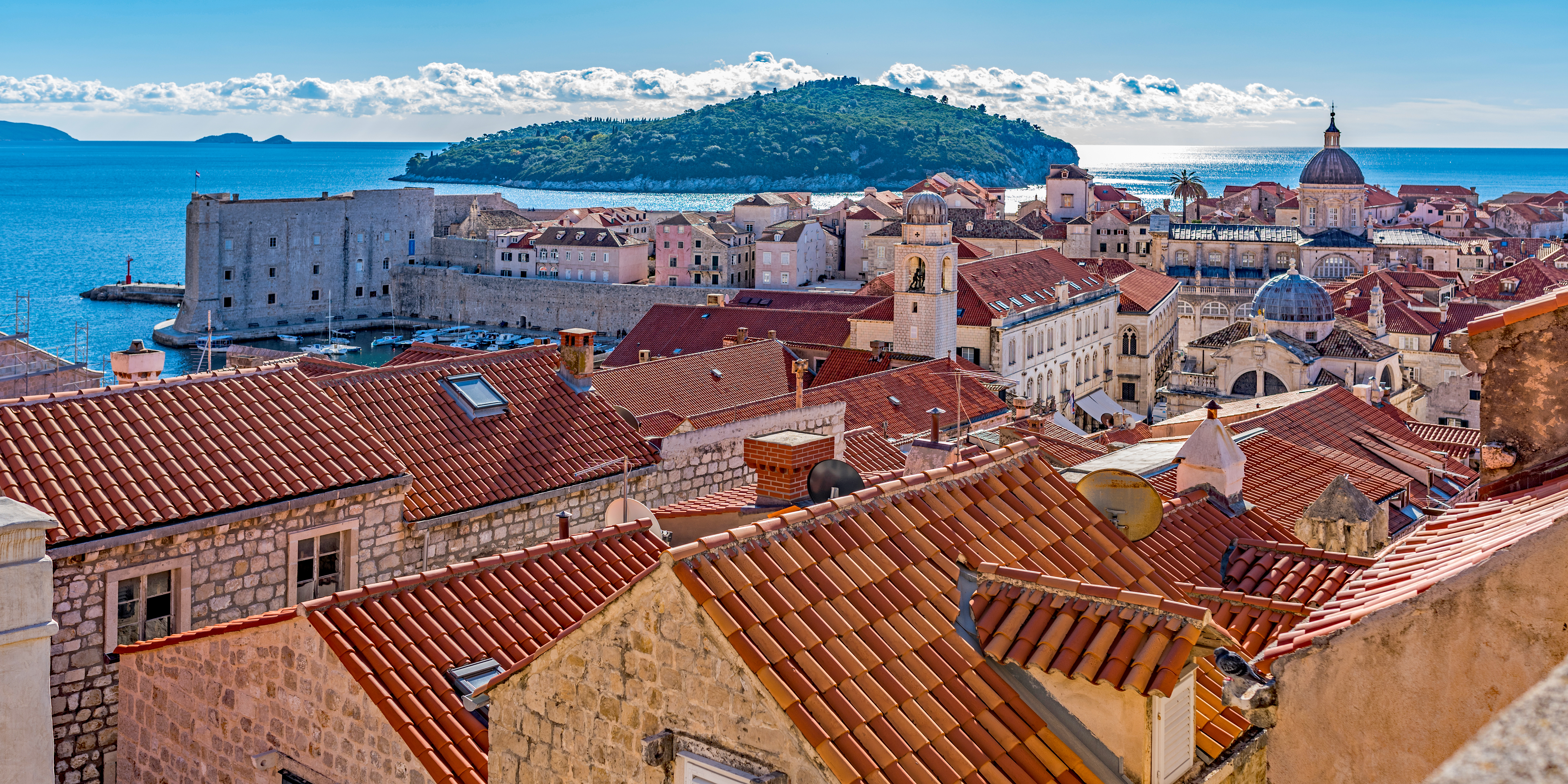
Gamla stan Dubrovnik med vy mot havet
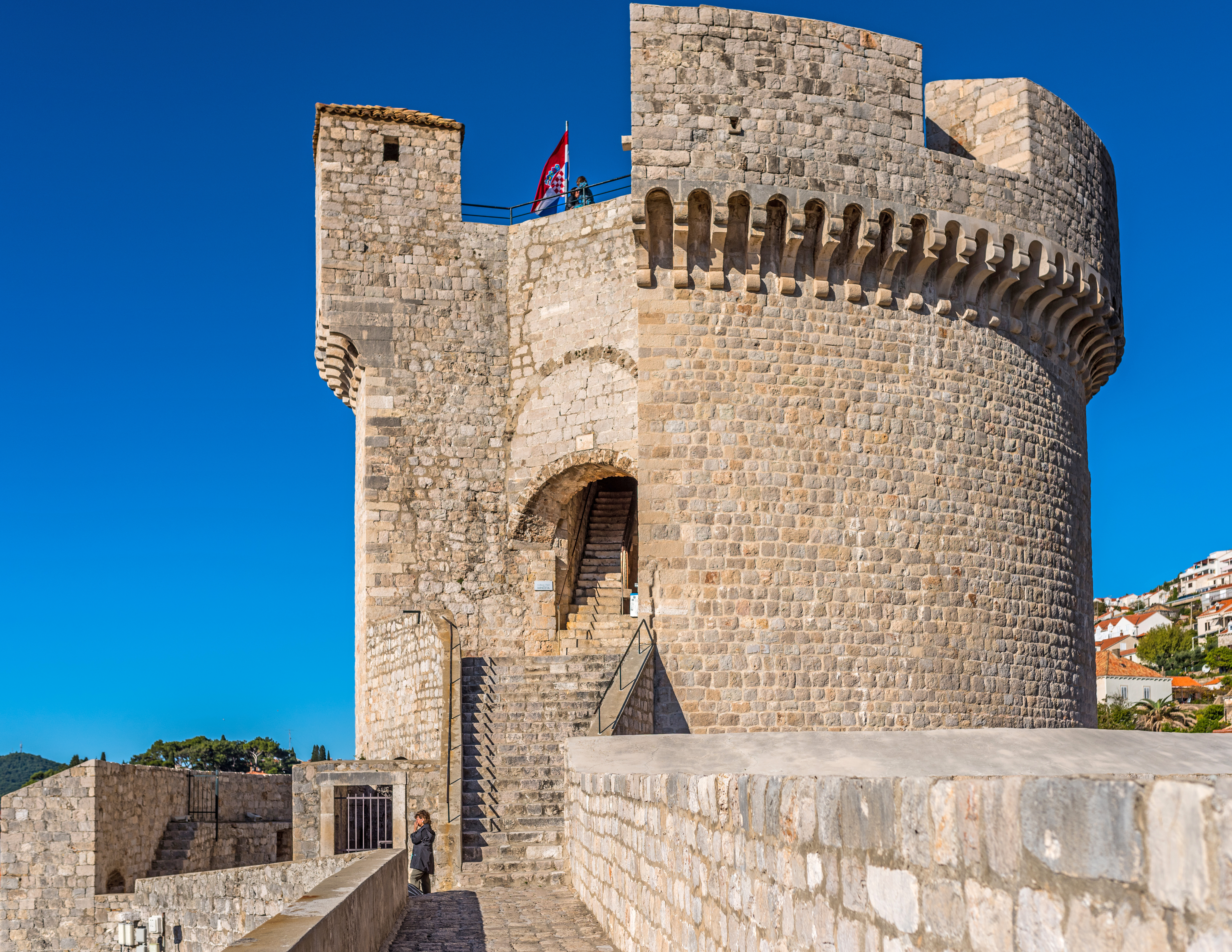
Högsta punkten på ringmuren

## Dubrovnik i fiktion
Dubrovnik har bland annat använts som inspelningsplats för den prisbelönta TV-serien Game of Thrones där staden representerar Westeros kungliga huvudstad King's Landing.  Ön Lokrum som ligger strax utanför Dubrovnik var inspelningsplatsen för staden Qarth.
Staden representerar också staden Canto Bight i Star Wars: Episode VIII.

## Internationella relationer

### Utländska konsulat
I Dubrovnik har Danmark, Nederländerna, Storbritannien och Österrike konsulat.

### Vänorter
| - Ravenna, Italien (sedan 1967) - Vukovar, Kroatien (sedan 1993) - Graz, Österrike (sedan 1994) - Helsingborg, Sverige (sedan 1996) - Ragusa, Italien (sedan 2000) - Bad Homburg, Tyskland (sedan 2002) | - Sarajevo, Bosnien och Hercegovina (sedan 2007) - Monterey, Kalifornien, USA (sedan 2007) - Rueil-Malmaison, Frankrike sedan (2011) - Venedig, Italien (sedan 2012) - Vancouver, Washington, USA sedan (2013) |